# Bundestagswahlkreis Chemnitz I
Der Bundestagswahlkreis Chemnitz I war von 1990 bis 2002 ein Wahlkreis in Sachsen. Er besaß die Nummer 323 und umfasste von der kreisfreien Stadt Chemnitz alle Stadtbezirke außer den früheren Stadtbezirk Süd II.  Im Rahmen der Wahlkreisreform von 2002, bei der die Anzahl der Wahlkreise in Sachsen von 21 auf 17 reduziert wurde, ging ds Gebiet im neu gebildeten Wahlkreis Chemnitz auf, der seit der Bundestagswahl 2002 die gesamte kreisfreie Stadt Chemnitz umfasst.

## Wahlergebnisse

### Bundestagswahl 1998
| Kandidaten                     | Kandidaten                   | Parteien/Listen     | Erststimmen | Erststimmen | Zweitstimmen | Zweitstimmen |
| Kandidaten                     | Kandidaten                   | Parteien/Listen     | Stimmen     | %           | Stimmen      | %            |
| ------------------------------ | ---------------------------- | ------------------- | ----------- | ----------- | ------------ | ------------ |
|                                | Gerhard Schultz              | CDU                 | 34.188      | 31,6        | 30.237       | 27,9         |
|                                | Jelena Hoffmanngewählt im WK | SPD                 | 35.084      | 32,4        | 32.421       | 29,9         |
|                                | Karl-Friedrich Zais          | PDS                 | 22.655      | 20,9        | 26.290       | 24,2         |
|                                | Gunda Röstel                 | GRÜNE               | 7.870       | 7,3         | 5.642        | 5,2          |
|                                | Wolfgang Meyer               | F.D.P.              | 3.401       | 3,1         | 4.136        | 3,8          |
|                                | –                            | BüSo                | –           | –           | 137          | 0,1          |
|                                | –                            | BFB – Die Offensive | –           | –           | 325          | 0,3          |
|                                | –                            | Chance 2000         | –           | –           | 346          | 0,3          |
|                                | –                            | DVU                 | –           | –           | 2.138        | 2,0          |
|                                | Josef Hoffmann               | GRAUE               | 858         | 0,8         | 506          | 0,5          |
|                                | Ehrhard Stimpel              | REP                 | 4.211       | 3,9         | 2.440        | 2,2          |
|                                | –                            | Pro DM              | –           | –           | 2.642        | 2,4          |
|                                | −                            | NPD                 | –           | –           | 722          | 0,7          |
|                                | –                            | ödp                 | –           | –           | 129          | 0,1          |
|                                | −                            | PBC                 | –           | –           | 489          | 0,5          |
| Gesamt                         | Gesamt                       | Gesamt              | 108.267     | 100         | 108.510      | 100          |
|                                |                              |                     |             |             |              |              |
| Ungültige Stimmen              | Ungültige Stimmen            | Ungültige Stimmen   | 1.666       | 1,5         | 1.423        | 1,3          |
| Wähler                         | Wähler                       | Wähler              | 109.933     | 82,4        | 109.933      | 82,4         |
| Wahlberechtigte                | Wahlberechtigte              | Wahlberechtigte     | 133.487     |             | 133.487      |              |
|                                |                              |                     |             |             |              |              |
| Quellen: Der Bundeswahlleiter, |                              |                     |             |             |              |              |

### Bundestagswahl 1994
| Kandidaten                     | Kandidaten                | Parteien/Listen   | Erststimmen | Erststimmen | Zweitstimmen | Zweitstimmen |
| Kandidaten                     | Kandidaten                | Parteien/Listen   | Stimmen     | %           | Stimmen      | %            |
| ------------------------------ | ------------------------- | ----------------- | ----------- | ----------- | ------------ | ------------ |
|                                | Rudolf Meinlgewählt im WK | CDU               | 43.968      | 43,1        | 41.479       | 40,6         |
|                                | –                         | SPD               | 27.818      | 27,3        | 28.330       | 27,7         |
|                                | –                         | PDS               | 20.390      | 20,0        | 20.901       | 20,5         |
|                                | –                         | GRÜNE             | 5.879       | 5,8         | 5.361        | 5,2          |
|                                | –                         | F.D.P.            | 2.595       | 2,5         | 4.008        | 3,9          |
|                                | –                         | GRAUE             | –           | –           | 549          | 0,5          |
|                                | –                         | REP               | –           | –           | 1.015        | 1,0          |
|                                | –                         | MLPD              | –           | –           | 26           | 0,0          |
|                                | –                         | ÖDP               | –           | –           | 176          | 0,2          |
|                                | –                         | PBC               | –           | –           | 352          | 0,3          |
|                                | –                         | Wählergruppe      | 1.279       | 1,3         | –            | –            |
| Gesamt                         | Gesamt                    | Gesamt            | 101.929     | 100         | 102.197      | 100          |
|                                |                           |                   |             |             |              |              |
| Ungültige Stimmen              | Ungültige Stimmen         | Ungültige Stimmen | 1.046       | 1,0         | 778          | 0,8          |
| Wähler                         | Wähler                    | Wähler            | 102.975     | 73,4        | 102.975      | 73,4         |
| Wahlberechtigte                | Wahlberechtigte           | Wahlberechtigte   | 140.359     |             | 140.359      |              |
|                                |                           |                   |             |             |              |              |
| Quellen: Der Bundeswahlleiter, |                           |                   |             |             |              |              |

### Bundestagswahl 1990
| Kandidaten                  | Kandidaten                | Parteien/Listen   | Erststimmen | Erststimmen | Zweitstimmen | Zweitstimmen |
| Kandidaten                  | Kandidaten                | Parteien/Listen   | Stimmen     | %           | Stimmen      | %            |
| --------------------------- | ------------------------- | ----------------- | ----------- | ----------- | ------------ | ------------ |
|                             | Rudolf Meinlgewählt im WK | CDU               | 46.729      | 43,1        | 45.187       | 41,5         |
|                             | Wolfgang Müller           | SPD               | 20.433      | 18,8        | 21.241       | 19,5         |
|                             | Annemarie Bonesky         | PDS               | 14.029      | 12,9        | 13.424       | 12,3         |
|                             | Armin Drechsel            | DSU               | 2.439       | 2,2         | 1.308        | 1,2          |
|                             | Jürgen Schmieder          | F.D.P.            | 15.179      | 14,0        | 17.175       | 15,8         |
|                             | Werner Schulz             | GRÜNE             | 9.288       | 8,6         | 6.989        | 6,4          |
|                             | Dietrich Steinkrauß       | BSA               | 174         | 0,2         | 70           | 0,1          |
|                             | −                         | LIGA              | –           | –           | 400          | 0,4          |
|                             | –                         | DIE GRAUEN        | –           | –           | 845          | 0,8          |
|                             | –                         | REP               | –           | –           | 1.655        | 1,5          |
|                             | –                         | KPD               | –           | –           | 68           | 0,1          |
|                             | −                         | NPD               | –           | –           | 304          | 0,3          |
|                             | –                         | ÖDP               | –           | –           | 155          | 0,1          |
|                             | –                         | Patrioten         | –           | –           | 7            | 0,0          |
|                             | –                         | SpAD              | –           | –           | 15           | 0,0          |
|                             | −                         | VAA               | –           | –           | 62           | 0,1          |
|                             | Carla Boulboullé          | Chemnitz          | 156         | 0,1         | –            | –            |
| Gesamt                      | Gesamt                    | Gesamt            | 108.427     | 100         | 108.905      | 100          |
|                             |                           |                   |             |             |              |              |
| Ungültige Stimmen           | Ungültige Stimmen         | Ungültige Stimmen | 2.015       | 1,8         | 1.537        | 1,4          |
| Wähler                      | Wähler                    | Wähler            | 110.442     | 74,1        | 110.442      | 74,1         |
| Wahlberechtigte             | Wahlberechtigte           | Wahlberechtigte   | 149.141     |             | 149.141      |              |
|                             |                           |                   |             |             |              |              |
| Quellen: Statistik Sachsen, |                           |                   |             |             |              |              |

## Wahlkreissieger
| Wahl | Name            | Partei | Erststimmen |
| ---- | --------------- | ------ | ----------- |
| 1998 | Jelena Hoffmann | SPD    | 32,4 %      |
| 1994 | Rudolf Meinl    | CDU    | 43,1 %      |
| 1990 | Rudolf Meinl    | CDU    | 43,1 %      |